# Колесников, Александр Григорьевич (учитель)
Александр Григорьевич Колесников (18 ноября 1924 ― 2 июля 1994) ― советский и российский педагог, учитель, участник Великой Отечественной войны, заслуженный учитель РСФСР.

## Биография
Родился 18 ноября 1924 года в деревне Верхний Ляднай (Верхний Мунай) в крестьянской семье. Завершил обучение в школе № 27 посёлка Байдаевка. В 1941 году, когда шла Великая Отечественная война, окончил экстерном обучение в педагогическом училище и трудоустроился работать учителем. В 1942 году был призван в ряды Красной Армии, направлен для получения воинской специальности в Кемеровское пехотное училище, после окончания которого отправлен на фронт.
Боевой путь начал под Вязьмой в 757-м стрелковом полку 222 стрелковой дивизии. В марте 1943 года прибыл в расположение части. Принимал участие в Смоленской наступательной операции. 10 августа 1943 года в бою был тяжело ранен. После излечения снова отправлен на фронт. Освобождал Белоруссию и Прибалтику.  13 июля 1944 года принимал участие в освобождении столицы Литвы. В январе-апреле 1945 года участвовал в Восточно-Прусской стратегической операции, брал город Кёнигсберг. В июле 1945 года завершил свою воинскую службу в звании старшины.
Возвратился в родную Байдаевку. Окончил обучение в педагогическом училище, затем получил диплом о высшем образовании в Новокузнецком педагогическом институте. Стал работать в школе № 19 учителем начальных классов, математики, позже был назначен завучем, а потом и директором.
С 1962 по 1985 годы руководил отделом народного образования Орджоникидзевского района. С 1957 по 1984 годы избирался депутатом районного совета Кузнецкого, а затем Орджоникидзевского районов. В 1984 году был удостоен почётного звания «Заслуженный учитель РСФСР». 1 марта 1985 года вышел на пенсию, пенсионер республиканского значения.
Активный участник общественной жизни города. После огромной поисковой и организаторской работы 23 ноября 1986 года по его инициативе был открыт музей истории школы «Слава» в городе Новокузнецке. Александр Григорьевич стал руководить им до самой смерти.
Проживал в городе Новокузнецке. Умер 2 июля 1994 года.

## Награды и звания
- Орден Отечественной войны I степени
- два ордена Красной Звезды
- Орден Славы III степени
- Медаль «За взятие Кёнигсберга»
- Медаль «За победу над Германией в Великой Отечественной войне 1941—1945 гг.»
- Заслуженный учитель школы РСФСР
- Отличник просвещения
- другими медалями

## Память
- Музею школы № 27 «Слава» города Новокузнецка 16 января 1996 года присвоено его имя.